# Condado de Southampton
El condado de Southampton (en inglés Southampton County), fundado en 1749, es uno de 95 condados del estado estadounidense de Virginia. En el año 2000, el condado tenía una población de 17 482 habitantes y una densidad poblacional de 11 personas por km². La sede del condado es Courtland. El condado forma parte del área metropolitana de Washington D. C.

## Geografía
Según la Oficina del Censo, el condado tiene un área total de 1559 kilómetros cuadrados, de los cuales 1551 km² son tierra y 8 km² (0,46%) son agua.

### Condados adyacentes
- Condado de Greensville (este)
- Condado de Sussex (noroeste)
- Condado de Surry (norte)
- Condado de Isle of Wight (noreste)
- Ciudad de Franklin (este)
- Ciudad de Suffolk (sureste)
- Condado de Hertford (Carolina del Norte) (sur)
- Condado de Northampton (suroeste)

## Demografía
Según la Oficina del Censo en 2006, los ingresos medios por hogar en el condado eran de $33 995, y los ingresos medios por familia eran $41 324. Los hombres tenían unos ingresos medios de $32 436 frente a los $320 831 para las mujeres. La renta per cápita para el condado era de $16,930. Alrededor del 14,60% de la población estaban por debajo del umbral de pobreza.

## Localidades
- Boykins
- Branchville
- Capron
- Courtland
- Ivor
- Newsoms

### Comunidades no incorporadas
- Black Creek
- Berlin
- Drewryville
- Sedley